# Вулька-Вісьневська
Вулька-Вісьневська (пол. Wólka Wiśniewska) — село в Польщі, у гміні Вішнев Седлецького повіту Мазовецького воєводства.
Населення — 233 особи (2011).
У 1975-1998 роках село належало до Седлецького воєводства.

## Демографія
Демографічна структура станом на 31 березня 2011 року:
|          | Загалом | Допрацездатний вік | Працездатний вік | Постпрацездатний вік |
| -------- | ------- | ------------------ | ---------------- | -------------------- |
| Чоловіки | 114     | 26                 | 77               | 11                   |
| Жінки    | 119     | 34                 | 68               | 17                   |
| Разом    | 233     | 60                 | 145              | 28                   |